# Beg for Mercy
Beg For Mercy è l'album di debutto della G-Unit, è stato realizzato nel 2003 dalla G-Unit Records e dalla Interscope. Nella prima settimana l'album vendette 377 000 copie, oggigiorno le copie vendute sono arrivate a 3 milioni in tutto il mondo. Tony Yayo appare solo in Groupie Love e I Smell Pussy perché proprio in quel periodo stava scontando una pena in carcere.

## Tracce
1. G-Unit
2. Poppin' Them Thangs
3. My Buddy
4. I'm So Hood
5. Stunt 101
6. Wanna Get to Know You  (ft. Joe)
7. Groupie Love  (ft. Butch Cassidy)
8. Betta Ask Somebody
9. Footprints
10. Eye For Eye
11. Smile
12. Baby U Got
13. Salute U
14. Beg For Mercy
15. G'd Up
16. Lay You Down
17. Gangsta Shit
18. I Smell Pussy